# Erzähl mir nichts
Erzähl mir nichts ist eine deutsche Filmkomödie aus dem Jahre 1964 von Dietrich Haugk mit Heidelinde Weis, Karl-Michael Vogler und Georg Thomalla in den Hauptrollen.

## Handlung
Der Scheidungsanwalt Dr. Nikolaus „Nik“ Feyl ist ein überzeugter Junggeselle und charmanter Frauenheld. Jeden Sommer hat er ein anderes Mädchen, mit dem er sich an seinen Urlaubsort, ein schön gelegenes Schloss bei Meran, zurückzieht. Dieses Jahr ist die aufgeweckte Martine Dörner dran. Wieder spult Nik sein übliches Spiel ab, doch Martine hat ernsthaftes Interesse an ihm. Da sie aber nicht im Traum daran denkt, von ihm wie all die anderen Mädchen nach ein paar Wochen wieder abgelegt zu werden, spielt sie sein Spiel auf ihre Art mit: Sie tut so, als sei ihr Interesse an ihm nur mäßiger Natur und wehrt all seine Annäherungsversuche geschickt ab. Martine will unbedingt heiraten, weiß aber genau, dass eine Eheschließung für den Hallodri und Womanizer Nik nicht in Frage kommt, zumal er nicht müde wird, genau diesen Standpunkt jeder Frau sofort mitzuteilen.
Martine reagiert prompt und macht ihm klar, dass sie ihn ohnehin nicht heiraten könne, da sie bereits verheiratet sei. Nun wird Martine für Nik, der allmählich ernsthaftes Interesse an der kessen Brünette zu entwickeln beginnt, erst richtig interessant. Er glaubt Martines Behauptung nicht einen Augenblick und will zum Beweis ihren Göttergatten unbedingt kennenlernen. So muss Marine improvisieren und ganz schnell einen Ehemann „organisieren“. Da kommt der etwas ältere Hugo Bach ins Spiel, der mehr schlecht als recht einen glaubwürdigen Ehemann abgibt. Rasch durchschaut jedoch Anwalt Feyl Martines kleine Trickserei und lässt sich auf ihr neckisches Spiel ein. Nach allerlei Verwicklungen finden er und Martine schließlich doch noch zusammen.

## Produktionsnotizen
Erzähl mir nichts entstand ab dem 11. September 1964 in München, Meran, am Pragser Wildsee und in den Dolomiten. Der Film passierte am 2. Dezember 1964 die FSK-Prüfung und wurde am 17. Dezember 1964 uraufgeführt. Am 12. Februar 1984 lief der Film auf RTLplus.
Franz Wagner und Karl Margraf hatten die Produktionsleitung. Wolf Englert entwarf die Filmbauten, die Bruno Monden ausführte. Margot Schönberger zeichnete für die Kostüme verantwortlich. Kameramann Franz Hofer arbeitete Chefkameramann Günther Senftleben zu. Hans Terworth sorgte für den Ton. Gerhard Bronner schrieb die Auto-Dialoge; Edith Hancke sprach den NSU, Alexander Hegarth den DKW.
Später wurde der Film auch unter der Neubetitelung Liebesgrüße aus Meran erneut verwertet.

## Kritiken
„Scheidungsanwalt mit renommiertem Junggesellenstatus erliegt nach Ulkfilm-üblichem Mißverständnis-Hinundher der Angestellten eines Übersetzungsbüros, die ihn vornehmlich mit Moral beeindruckt. Der Produzent (Theo Maria Werner) ist neu, das Produkt von altem deutschem Schrot und Schrott.“

Paimann’s Filmlisten resümierte: „…wobei schauspielerisches Können und Konvention des Drehbuches sich zu unverbindlicher Unterhaltung addieren…“.

„Krampfhaft um Gags bemühte Komödie.“